# Plankenfels
Plankenfels là một đô thị ở huyện Bayreuth bang Bayern nước Đức. Đô thị Plankenfels có diện tích 14,01 km², dân số thời điểm ngày 31 tháng 12 năm 2006 là 886 người.